# Aéroport international de Larnaca
L'aéroport international de Larnaca (en grec moderne : Διεθνές Aεροδρόμιο Λάρνακας) (code IATA : LCA • code OACI : LCLK) est un aéroport international situé près de la ville de Larnaca, à Chypre. Il est la principale porte d'entrée de l'île, il est également le plus grand et le plus fréquenté (plus de 5 millions de passagers par an). Il ne possède qu'un terminal.

## Aérogare de 2009
Une nouvelle aérogare est entrée en service le 10 novembre 2009.
Ce bâtiment, d'un cout de 500 millions d'euros, a été réalisé par Bouygues. Il a été construit selon les normes anti-sismiques.
L'aérogare, dont l'avant-projet avait été conçu dans les années 1990 par Aéroports de Paris, occupe une surface de 100 000 m2 sur deux niveaux.
Bouygues, avec Egis et 7 autres partenaires ont obtenu la concession pour 25 ans pour cette nouvelle aérogare, ainsi que celle de l'aéroport de Paphos, livrée en 2008.

## Galerie

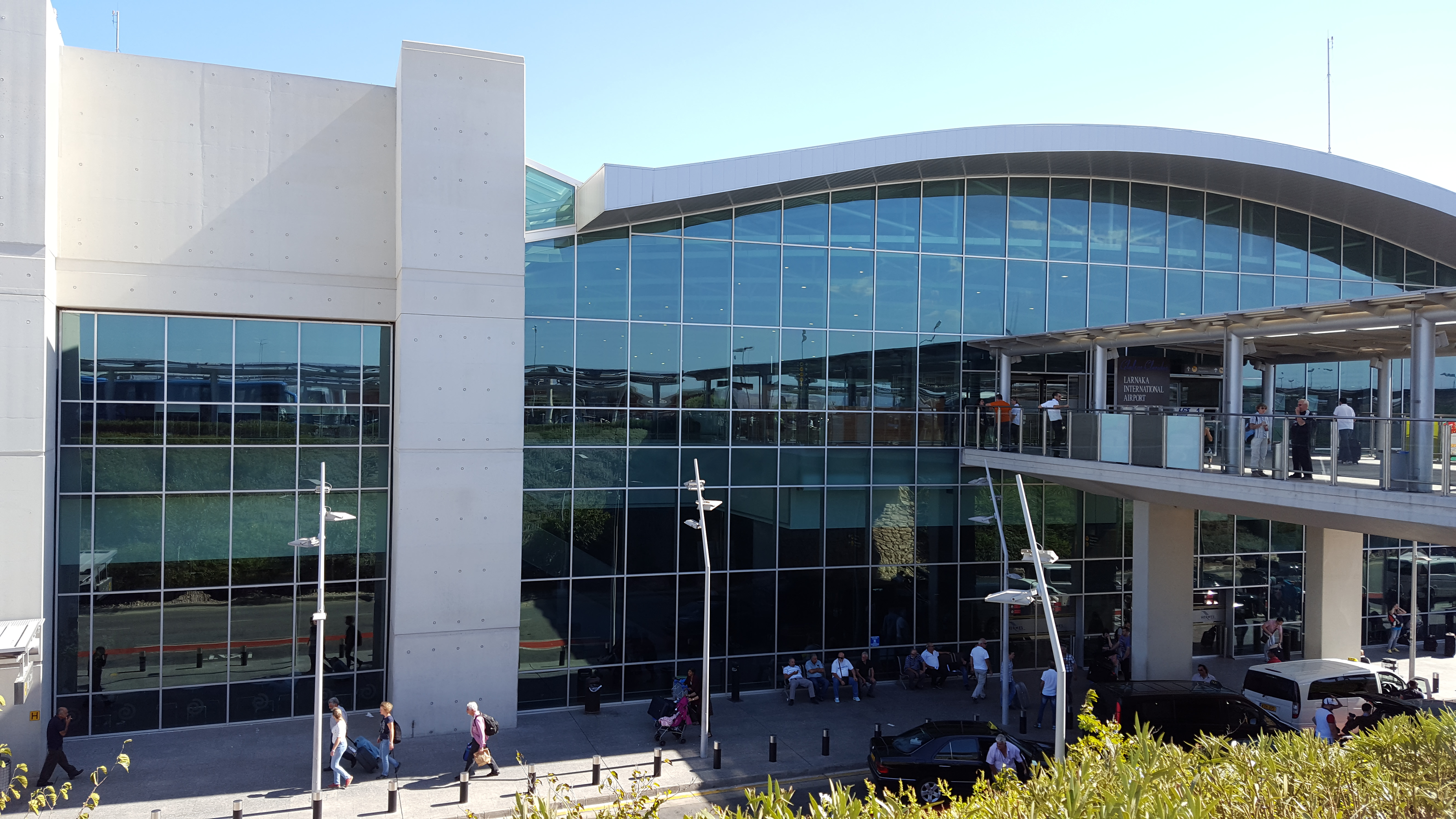
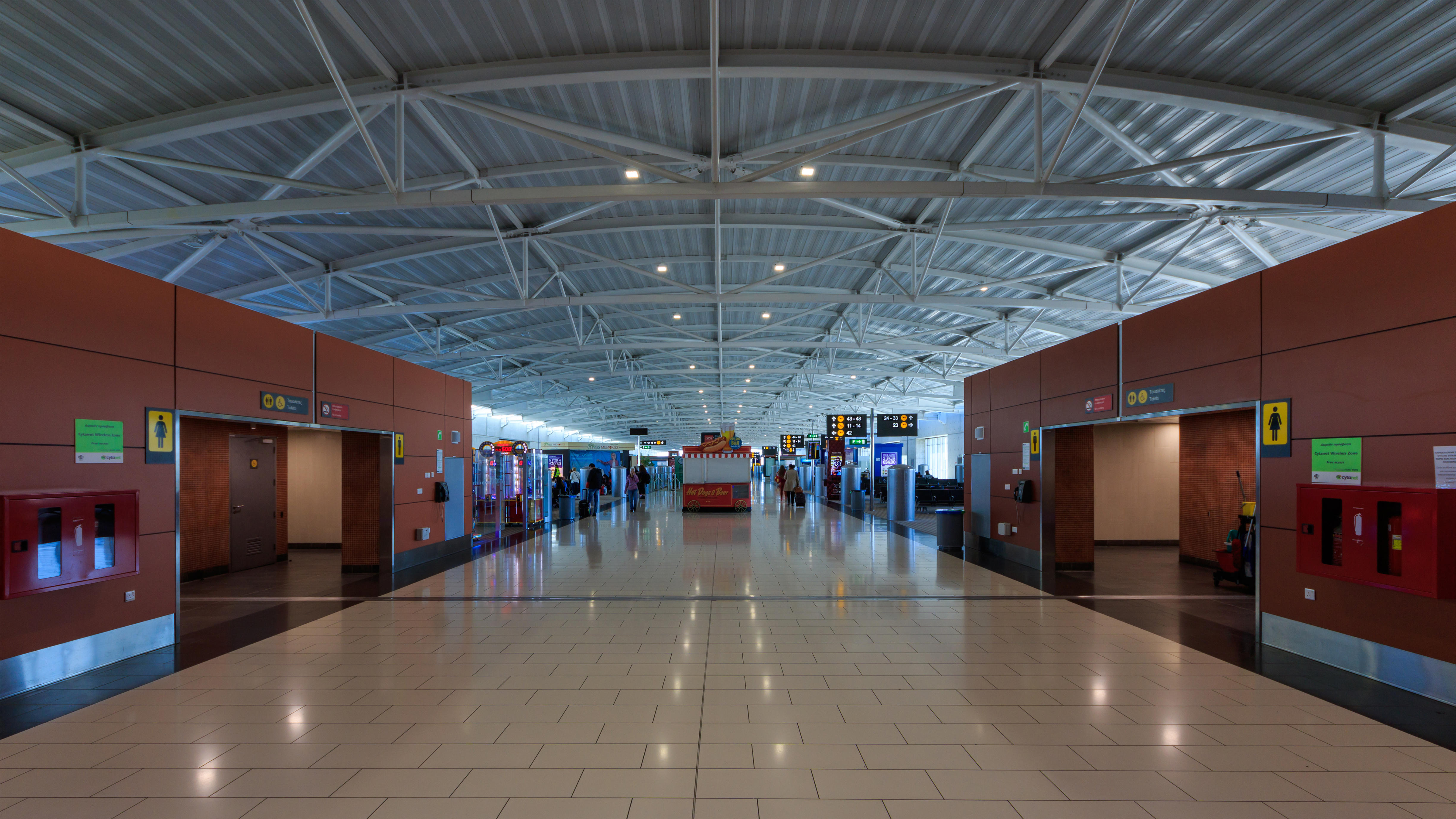
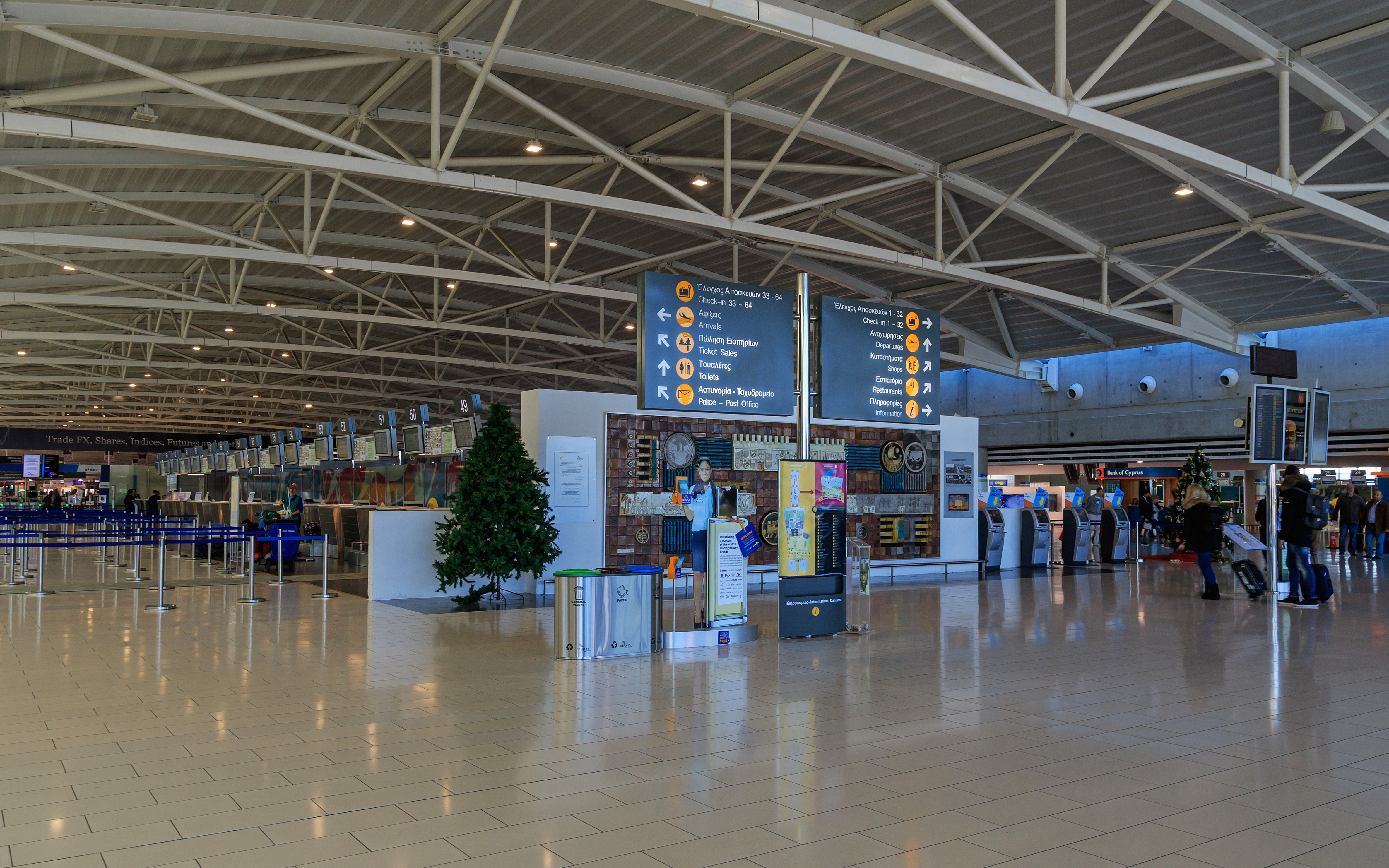
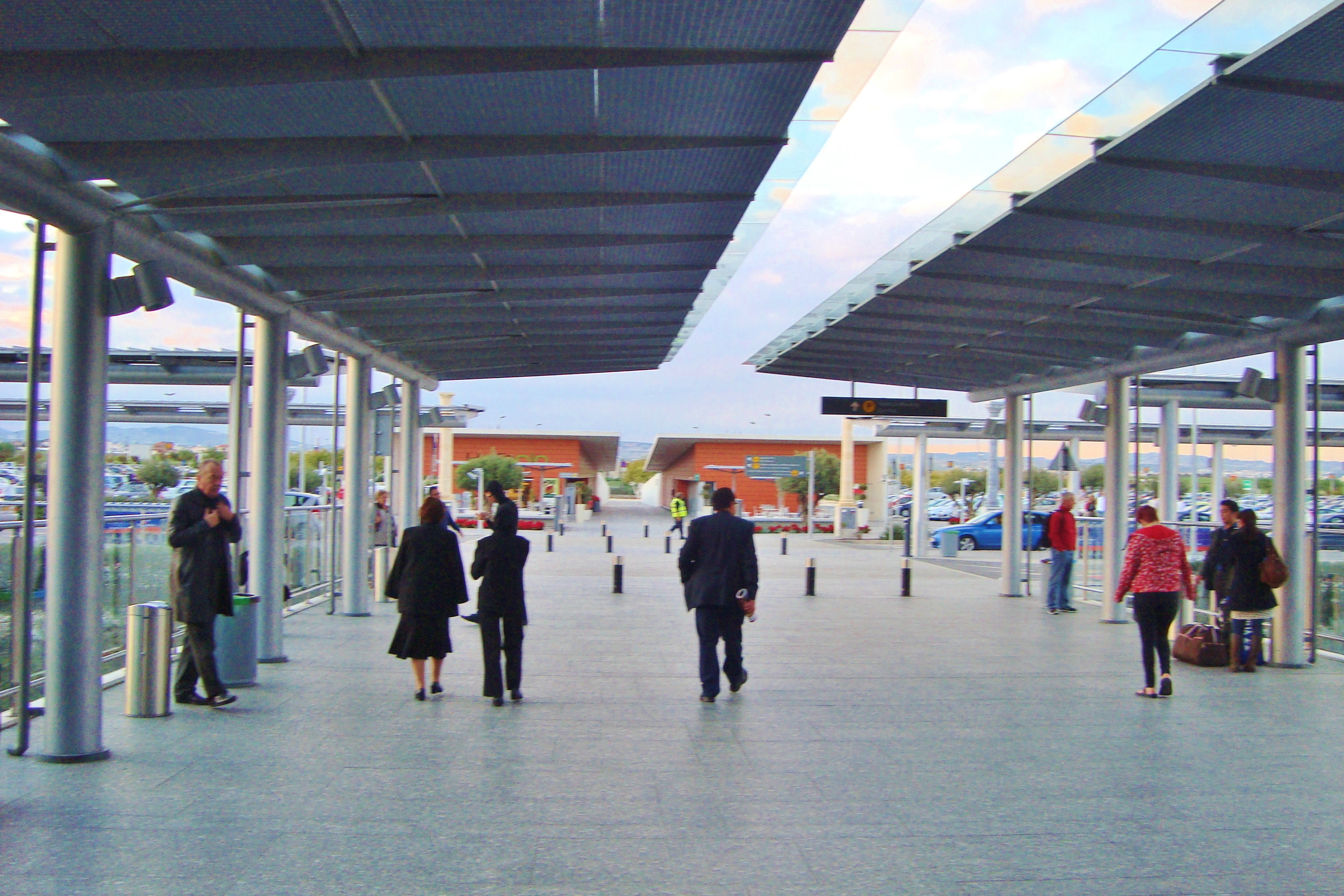

## Situation
| Ercan Larnaca Paphos RAF Akrotiri |

## Statistiques
Le graphique qui aurait dû être présenté ici ne peut pas être affiché car il utilise l'ancienne extension Graph, désactivée pour des questions de sécurité. Des indications pour créer un nouveau graphique avec la nouvelle extension Chart sont disponibles ici.

Voir la requête brute et les sources sur Wikidata.

### Zoom sur l'impact du covid de 2019-2020
Le graphique qui aurait dû être présenté ici ne peut pas être affiché car il utilise l'ancienne extension Graph, désactivée pour des questions de sécurité. Des indications pour créer un nouveau graphique avec la nouvelle extension Chart sont disponibles ici.

Voir la requête brute et les sources sur Wikidata.

## Compagnies et destinations
L'aéroport dessert de nombreuses destinations à l'international. Il était la plateforme de Cyprus Airways jusqu'en 2015.
| Compagnies                    | Destinations |
| ----------------------------- | --- |
| Aegean Airlines               | Athènes E.-Venizélos, Bucarest-H. Coandă, Thessalonique-Makedonía En saison charter: Erevan-Zvarnots |
| Air Moldova                   | En saison: Chișinău |
| Air Serbia                    | Belgrade-Nikola-Tesla |
| airBaltic                     | Riga |
| AirExplore                    | En saison Charter: Bratislava-M. R. Štefánik, Košice (Cassovie)-Barca |
| Animawings                    | Bucarest-H. Coandă |
| Arkia                         | Tel Aviv - Ben Gourion |
| Austrian Airlines             | Vienne-Schwechat |
| Bluebird Airways              | En saison: Tel Aviv - Ben Gourion |
| Braathens Regional Airlines   | En saison charter: Bergen, Copenhague-Kastrup, Stavanger, Trondheim, Umeå " |
| British Airways               | Londres-Heathrow En saison: Londres-Gatwick |
| Bulgaria Air                  | Sofia-Vrajdebna |
| Buzz                          | En saison Charter: Katowice-Pyrzowice, Poznań (Posnanie)-H. Wieniawski, Varsovie-Chopin, Wrocław-N. Copernic |
| Chair Airlines                | En saison: Zurich |
| Condor                        | En saison: Düsseldorf, Francfort, Zurich |
| Corendon Airlines             | En saison: Düsseldorf, Nuremberg-A. Dürer |
| Cyprus Airways                | - Athènes E.-Venizélos, - Bâle-Mulhouse, - Beyrouth-Rafic Hariri, - Le Caire, - Erevan-Zvarnots, - Milan-Malpensa, - Paris-Charles de Gaulle, - Prague-Václav-Havel, - Rome Léonard-de-Vinci/Fiumicino, - Tel Aviv - Ben Gourion, - Zurich En saison: - Héraklion-N. Kazantzákis, - Prévéza-Aktion, - Rhodes-Diagoras, - Santorin, - Skiathos-A. Papadiamándis, - Thessalonique-Makedonía |
| easyJet                       | Berlin-Brandebourg, Liverpool-J.-Lennon, Londres-Gatwick, Londres-Luton, Venise - Marco Polo En saison: Birmingham, Bristol, Milan-Malpensa, Paris-Charles de Gaulle |
| easyJet Switzerland           | Bâle-Mulhouse |
| Edelweiss Air                 | Zurich |
| EgyptAir                      | Le Caire |
| El Al                         | Tel Aviv - Ben Gourion |
| Emirates                      | Dubaï, Malte |
| Enter Air                     | En saison charter: Katowice-Pyrzowice, Poznań (Posnanie)-H. Wieniawski, Varsovie-Chopin |
| Eurowings                     | Berlin-Brandebourg, Düsseldorf, Prague-Václav-Havel, Stuttgart En saison: Cologne/Bonn-K. Adenauer, Graz-Thalerhof, Hambourg-H.-Schmidt, Salzbourg-W. A. Mozart, Stockholm-Arlanda |
| Finnair                       | En saison: Helsinki-Vantaa |
| Gulf Air                      | Athènes E.-Venizélos, Manama-Bahreïn |
| Helvetic Airways              | En saison: Berne-Belp, Zurich |
| Jet2.com                      | En saison: - Birmingham, - Bristol, - East Midlands, - Édimbourg, - Glasgow, - Leeds-Bradford, - Londres-Stansted, - Manchester, - Newcastle |
| Jet Time                      | En saison Charter: - Aalborg, - Billund, - Copenhague-Kastrup, - Helsinki-Vantaa, - Malmö, - Norrköping |
| Lufthansa                     | Francfort, Munich-F. J. Strauß |
| Middle East Airlines          | Beyrouth-Rafic Hariri |
| Norwegian Air Shuttle         | Oslo-Gardermoen, Stockholm-Arlanda En saison: Copenhague-Kastrup, Helsinki-Vantaa |
| Qatar Airways                 | Doha-Hamad |
| Royal Jordanian               | Amman-Reine-Alia |
| Ryanair                       | Vienne-Schwechat |
| Scandinavian Airlines         | En saison: Copenhague-Kastrup, Oslo-Gardermoen En saison charter: Göteborg, Stockholm-Arlanda |
| Sky Express                   | Athènes E.-Venizélos, Thessalonique-Makedonía |
| SmartWings                    | En saison: Bratislava-M. R. Štefánik, Katowice-Pyrzowice, Košice (Cassovie)-Barca, Prague-Václav-Havel |
| Sunclass Airlines             | En saison charter: - Billund, - Copenhague-Kastrup, - Göteborg, - Helsinki-Vantaa, - Malmö, - Örebro, - Oslo-Gardermoen, - Sandefjord-Torp, - Stockholm-Arlanda, - Växjö Småland |
| Swiss International Air Lines | En saison: Genève-Cointrin |
| Transavia                     | Amsterdam |
| Transavia France              | En saison: Paris-Orly |
| TUI Airways                   | En saison: - Birmingham, - Bristol, - Cardiff-Rhoose, - Dublin, - East Midlands, - Londres-Gatwick, - Manchester, - Newcastle |
| TUI fly Belgium               | En saison: Bruxelles-National |
| TUI fly Deutschland           | En saison: Düsseldorf, Francfort, Hanovre |
| TUIfly Nordic                 | En saison Charter: Billund, Göteborg, Norrköping, Stockholm-Arlanda |
| Tus Airways                   | Héraklion-N. Kazantzákis, Tel Aviv - Ben Gourion En saison: Kalamata, Céphalonie, Paris-Charles de Gaulle, Prévéza-Aktion, Skiathos-A. Papadiamándis |
| Widerøe                       | En saison Charter: Bergen |
| Wizz Air                      | - Athènes E.-Venizélos, - Belgrade-Nikola-Tesla, - Bucarest-H. Coandă, - Budapest-Ferenc Liszt, - Cluj-Napoca, - Copenhague-Kastrup, - Dammam-roi Fahd, - Debrecen, - Erevan-Zvarnots, - Gdańsk-L. Wałęsa, - Djeddah - Roi-Abdelaziz, - Katowice-Pyrzowice, - Cracovie-Jean-Paul II, - Koutaïssi-David-IV, - Londres-Gatwick, - Londres-Luton, - Prague-Václav-Havel, - Riyad-roi Khaled, - Sofia-Vrajdebna, - Suceava, - Tel Aviv - Ben Gourion, - Thessalonique-Makedonía, - Varna, - Varsovie-Chopin, - Vienne-Schwechat, - Vilnius, - Wrocław-N. Copernic En saison: Chișinău, Paris-Beauvais, Rome Léonard-de-Vinci/Fiumicino |

Édité le 05/10/2019  Actualisé le 28/01/2023